# Montlouis-sur-Loire
Montlouis-sur-Loire és un municipi francès, situat al departament de l'Indre i Loira i a la regió de Centre – Vall del Loira. L'any 2007 tenia 10.381 habitants.

## Demografia

### Població
El 2007 la població de fet de Montlouis-sur-Loire era de 10.381 persones. Hi havia 3.952 famílies, de les quals 896 eren unipersonals (312 homes vivint sols i 584 dones vivint soles), 1.296 parelles sense fills, 1.492 parelles amb fills i 268 famílies monoparentals amb fills.
La població ha evolucionat segons el següent gràfic:
Habitants censats

### Habitatges
El 2007 hi havia 4.273 habitatges, 4.004 eren l'habitatge principal de la família, 82 eren segones residències i 187 estaven desocupats. 3.575 eren cases i 618 eren apartaments. Dels 4.004 habitatges principals, 2.797 estaven ocupats pels seus propietaris, 1.152 estaven llogats i ocupats pels llogaters i 55 estaven cedits a títol gratuït; 79 tenien una cambra, 257 en tenien dues, 667 en tenien tres, 1.135 en tenien quatre i 1.866 en tenien cinc o més. 3.157 habitatges disposaven pel capbaix d'una plaça de pàrquing. A 1.684 habitatges hi havia un automòbil i a 1.968 n'hi havia dos o més.

### Piràmide de població
La piràmide de població per edats i sexe el 2009 era:
| Homes | Edats   | Dones |
| ----- | ------- | ----- |
| 0     | 95 o +  | 12    |
| 16    | 90 a 94 | 96    |
| 32    | 85 a 89 | 100   |
| 100   | 80 a 84 | 88    |
| 124   | 75 a 79 | 160   |
| 128   | 70 a 74 | 204   |
| 140   | 65 a 69 | 208   |
| 228   | 60 a 64 | 180   |
| 264   | 55 a 59 | 220   |
| 304   | 50 a 54 | 380   |
| 372   | 45 a 49 | 336   |
| 396   | 40 a 44 | 352   |
| 364   | 35 a 39 | 444   |
| 336   | 30 a 34 | 396   |
| 208   | 25 a 29 | 204   |
| 236   | 20 a 24 | 224   |
| 352   | 15 a 19 | 316   |
| 412   | 10 a 14 | 412   |
| 420   | 5 a 9   | 376   |
| 296   | 0 a 4   | 244   |

## Economia
El 2007 la població en edat de treballar era de 6.677 persones, 4.884 eren actives i 1.793 eren inactives. De les 4.884 persones actives 4.506 estaven ocupades (2.342 homes i 2.164 dones) i 378 estaven aturades (166 homes i 212 dones). De les 1.793 persones inactives 696 estaven jubilades, 678 estaven estudiant i 419 estaven classificades com a «altres inactius».

### Ingressos
El 2009 a Montlouis-sur-Loire hi havia 4.073 unitats fiscals que integraven 10.333,5 persones, la mediana anual d'ingressos fiscals per persona era de 19.533 €.

### Activitats econòmiques
Dels 449 establiments que hi havia el 2007, 3 eren d'empreses extractives, 10 d'empreses alimentàries, 4 d'empreses de fabricació de material elèctric, 27 d'empreses de fabricació d'altres productes industrials, 65 d'empreses de construcció, 100 d'empreses de comerç i reparació d'automòbils, 19 d'empreses de transport, 25 d'empreses d'hostatgeria i restauració, 11 d'empreses d'informació i comunicació, 20 d'empreses financeres, 29 d'empreses immobiliàries, 43 d'empreses de serveis, 61 d'entitats de l'administració pública i 32 d'empreses classificades com a «altres activitats de serveis».
Dels 104 establiments de servei als particulars que hi havia el 2009, 1 era una gendarmeria, 1 oficina de correu, 6 oficines bancàries, 7 tallers de reparació d'automòbils i de material agrícola, 2 tallers d'inspecció tècnica de vehicles, 1 autoescola, 6 paletes, 13 guixaires pintors, 6 fusteries, 12 lampisteries, 8 electricistes, 9 perruqueries, 2 veterinaris, 1 agència de treball temporal, 15 restaurants, 8 agències immobiliàries, 2 tintoreries i 4 salons de bellesa.
Dels 26 establiments comercials que hi havia el 2009, 3 eren supermercats, 1 un supermercat, 1 una botiga de més de 120 m², 4 fleques, 3 carnisseries, 2 llibreries, 2 botigues de roba, 2 botigues d'equipament de la llar, 1 una botiga d'equipament de la llar, 2 botigues de mobles, 1 una botiga de material de revestiment de parets i terra i 4 floristeries.
L'any 2000 a Montlouis-sur-Loire hi havia 65 explotacions agrícoles que ocupaven un total de 1.209 hectàrees.

## Equipaments sanitaris i escolars
El 2009 hi havia 3 farmàcies i 1 ambulància.
El 2009 hi havia 3 escoles maternals i 3 escoles elementals. Montlouis-sur-Loire disposava d'un col·legi d'educació secundària amb 639 alumnes.

## Poblacions més properes
El següent diagrama mostra les poblacions més properes.